# حمزة حسين (لاعب كرة قدم)
حمزة حسين (بالملايوية: Hamzah Hussain)‏ هو ضابط شرطة ولاعب كرة قدم ماليزي []، ولد في 8 أغسطس 1948. لعب مع نادي كلنتن.

## وصلات خارجية
- حمزة حسين (لاعب كرة قدم) على موقع الاتحاد الدولي (مؤرشف)  (الإنجليزية)
- حمزة حسين (لاعب كرة قدم) على موقع عالم كرة القدم.نت (الإنجليزية)
- حمزة حسين (لاعب كرة قدم) على موقع أوليمبيديا (الإنجليزية)